# Tetragnatha peruviana
Tetragnatha peruviana là một loài nhện trong họ Tetragnathidae.
Loài này thuộc chi Tetragnatha. Tetragnatha peruviana được miêu tả năm 1878 bởi Taczanowski.